# Bāgh-e Golbon
Bāgh-e Golbon (persiska: باغِ گُلبُن) är en ort i Iran.   Den ligger i provinsen Golestan, i den norra delen av landet, 300 km öster om huvudstaden Teheran. Bāgh-e Golbon ligger 211 meter över havet och antalet invånare är 924.
Terrängen runt Bāgh-e Golbon är varierad.Runt Bāgh-e Golbon är det ganska tätbefolkat, med 207 invånare per kvadratkilometer. Närmaste större samhälle är Gorgan, 6,1 km nordväst om Bāgh-e Golbon. I omgivningarna runt Bāgh-e Golbon växer i huvudsak blandskog.